# Aram Mp3
Aram Mp3, pseudonimo di Aram Sargsyan (in armeno Արամ Սարգսյան; Erevan, 5 aprile 1984), è un cantautore, comico e showman armeno.

## Biografia
Nel 2006 si è laureato in medicina nella natale Erevan. Durante gli studi già si esibiva, in patria e anche in Russia. Nel 2006 ha aderito al gruppo di comici chiamato 32 Atam (tradotto 32 denti), all'interno del quale ha creato delle canzoni umoristiche con lo pseudonimo Aram Mp3, riferendosi al formato audio mp3.
Nel 2007 ha vinto il programma Astgher sulla TV armena. Ha quindi iniziato ad esibirsi dal vivo e a pubblicare dei video musicali. Ha condotto diversi programmi sulla televisione nazionale come i format internazionali dedicati alla musica (The X Factor, Idol e altri).
Nel 2010 ha creato con alcuni colleghi lo spettacolo televisivo Vitamin Club.
Nel dicembre 2013 viene scelto come rappresentante dell'Armenia all'Eurovision Song Contest 2014, dove partecipa con il brano Not Alone.

## Discografia

### Singoli
- 2008 - Positive (feat. Shprot)
- 2013 - Shine
- 2013 - If I Tried
- 2013 - Just Go On
- 2014 - Not Alone
- 2014 - Help
- 2014 - Magic
- 2015 - You're My Sunshine (feat. The Sunshine Band)
- 2016 - Asa
- 2018 - Ver u var
- 2018 - Anina